# Friedrich von Spörcken
August Friedrich von Spörcken (Harburg, 28 agosto 1698 – Hannover, 13 giugno 1776) è stato un generale tedesco.
Egli prestò servizio all'interno dell'Armata d'osservazione tra il 1757 ed il 1762, guidando il contingente dell'Hannover nelle battaglie di Krefeld e Minden.

## Biografia

### I primi anni
Spörcken nacque il 28 agosto 1698, figlio di un proprietario terriero di Harburg, mentre sua madre era sorella del feldmaresciallo al soldo dei veneziani, Johann Matthias von der Schulenburg. Sin da giovane, Friedrich ricevette un'ottima istruzione che includeva diversi studi scientifici.
Nel 1715 entrò nell'esercito dell'Hannover ove divenne alfiere del reggimento di fanteria "von Gauvain". Nel 1716, ottenuto il grado di tenente, venne trasferito nel reggimento delle Guardie dell'Hannover.
Nel 1729, von Spörcken sposò la contessa Kielmansegg che morì nel 1731 dando alla luce il loro unico figlio.

### Le guerre di successione polacca e austriaca
Nel 1733, grazie ai suoi importanti legami famigliari, aveva già raggiunto il rango di tenente colonnello. Prese parte come volontario alla Guerra di Successione polacca agli ordini del generale du Pontpietin, considerandola un'ottima opportunità per completare la sua formazione militare e scientifica.
Entrò successivamente nell'Armata Pragmatica durante la Guerra di Successione austriaca ove ebbe le proprie prime esperienze di combattimento sul campo. Nel 1742, col grado di colonnello, comandò un proprio reggimento di fanteria che marciò nel Brabante durante l'autunno per raggiungere le altre forze alleate ivi presenti. Nel 1743 prese parte alla vittoriosa Battaglia di Dettingen (27 giugno). Il contingente hannoveriano venne quindi trasferito nei Paesi Bassi ove von Spörcken rimase sino alla fine della guerra. L'11 maggio 1745, guidò il suo reggimento nella Battaglia di Fontenoy ove venne ferito al petto, rimanendo inattivo per i successivi nove mesi per riprendersi dalla ferita subita. In quello stesso anno, venne promosso generale di brigata. L'11 ottobre 1746 riprese il servizio e combatté nella Battaglia di Rocoux ove venne nuovamente ferito, questa volta al collo. Infine il 2 luglio 1747 fu presente alla Battaglia di Lauffeld, venendo poco dopo promosso tenente generale. Dopo la sigla della pace, nel 1748 von Spörcken tornò a Münden col suo reggimento ed assunse il comando della locale guarnigione.

### La Guerra dei Sette anni
Quando scoppiò la Guerra dei Sette anni, Spörcken entrò col grado di tenente generale come parte dell'Armata d'osservazione fondata per difendere l'Hannover e gli stati vicini da un possibile tentativo di invasione da parte della Francia. Dopo la Battaglia di Hastenbeck l'armata indietreggiò e venne costretta a concludere la Convenzione di Klosterzeven portando l'Hannover fuori dalla guerra ma in mano ai francesi. Non tardò a farsi sentire la risposta di Gran Bretagna e Prussia che ben presto tornarono all'attacco e Federico II di Prussia propose di riformare l'armata sotto il controllo di Spörcken.
Come previsto, la Convenzione venne revocata sul finire del 1757, ma fu Ferdinando di Brunswick ad ottenere il comando delle forze che lanciarono un contrattacco di successo spingendo i francesi al fiume Reno. Per i successivi cinque anni Spörcken fu parte dell'esercito che partecipò a queste operazioni. Nel 1758 venne promosso generale di fanteria.

#### Battaglia di Minden

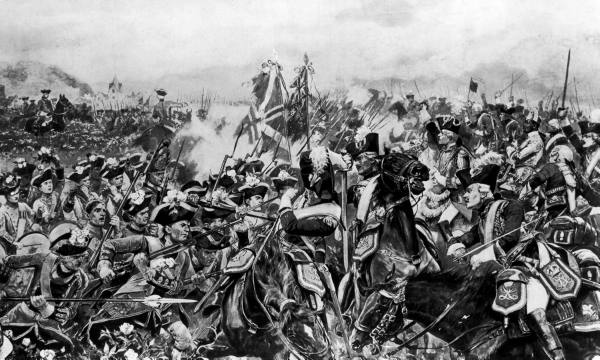
La battaglia di Minden, 1759.

Nel 1759, a seguito della sconfitta alla Battaglia di Bergen, le forze del duca di Brunswick si ritirarono a nord e i francesi al comando di Contades riproposero un piano per invadere l'Hannover. Lo scontro tra i due eserciti avvenne presso il villaggio di Minden, nel ducato di Brunswick.
Durante la battaglia del 1º agosto 1759, la divisione di Spörcken (mista di fanti inglesi e tedeschi) avanzò senza supporti, trovandosi ben presto isolata. Il gruppo si scontrò con della fanteria francese e con attacchi di cavalleria da parte dei nemici ma riuscirono a respingerli valorosamente. L'esercito alleato fu in grado di sconfiggere i francesi e forzarli alla ritirata.

### Gli ultimi anni
All'inizio del 1763, Spörcken tornò a casa con l'esercito dell'Hannover e prese residenza nella capitale locale di cui divenne governatore.
Von Spörcken venne promosso da Giorgio III al grado di Feldmaresciallo nel 1764 e posto al comando delle regolari forze militari dell'Hannover, che vennero da quel momento sostanzialmente ridotte per contenerne i costi, così come la milizia locale.
Morì ad Hannover nella notte tra il 12 ed il 13 giugno 1776. I funerali si svolsero l'11 luglio successivo, in pompa magna.